# Buddenbrookowie
Buddenbrookowie. Dzieje upadku rodziny (niem. Buddenbrooks: Verfall einer Familie) – powieść Thomasa Manna, opublikowana w 1901 roku. Autor miał wtedy 26 lat. W 1903 roku ukazało się drugie wydanie powieści, które potwierdziło jej literacki sukces w Niemczech.
W utworze sportretowany jest upadek (zasygnalizowany już w podtytule) zamożnej rodziny kupieckiej z Lubeki. Powieść, będącą obrazem niemieckiego społeczeństwa mieszczańskiego kilku dekad XIX wieku, cechuje charakterystyczny, pełen szczegółów styl. Dzieło przyniosło Mannowi Literacką Nagrodę Nobla w 1929 roku, choć według jego żony nie byłoby to możliwe bez publikacji Czarodziejskiej Góry.
Thomas Mann zaczął pisać Buddenbrooków w październiku 1897 roku, mając 22 lata. Książka była gotowa trzy lata później, w lipcu 1900 roku i została opublikowana w październiku 1901.

## Tło
Celem pisarza było stworzenie dzieła przedstawiającego konflikt między światem sztuki i interesu, sagę rodzinną, podążającą przy tym za dziewiętnastowieczną tradycją realizmu, charakterystycznego dla takich prac jak Czerwone i czarne Stendhala. Pisarz chciał także przewyższyć utrwalony już literacki status jego starszego brata Heinricha, który odniósł relatywny sukces powieścią W rodzinie (In einer Familie) i który pracował w tym czasie nad innym dziełem opisującym niemieckie społeczeństwo mieszczańskie pt. W krainie pieczonych gołąbków (Im Schlaraffenland). Z całą pewnością można stwierdzić, że Thomasowi udało się osiągnąć oba cele. Powieść jest dzisiaj jedną z najbardziej popularnych książek autora (zwłaszcza w Niemczech) i – obok Czarodziejskiej Góry – jest uważana przez wielu za jego najlepsze dzieło, celnie ukazujące XIX-wieczną atmosferę niemieckiego mieszczaństwa.

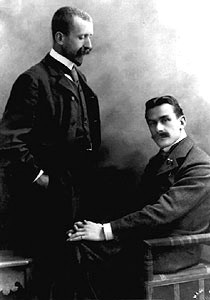
Heinrich Mann i Thomas Mann

Książka jest przejściem między XIX-wiecznym stylem realizmu a symbolizmem XX wieku. Była ona także personalnym zwrotem w życiu twórczym autora, który uwalniał się stopniowo od XIX-wiecznych wpływów na rzecz eseistycznego, symbolicznego i intertekstualnego tonu jego późniejszych prac. Już w samej powieści odzwierciedlona jest perfekcja narracji, subtelna ironia oraz złożone i bardzo szczegółowe opisy, tak charakterystyczne dla późniejszych prac Thomasa Manna.
Przed rozpoczęciem prac nad Buddenbrookami Mann koncentrował się na krótszych opowiadaniach, które niemal wszystkie odnosiły się do jego trudnej życiowej decyzji, by zostać artystą i nie podążać za handlowymi i mieszczańskimi obowiązkami, czego oczekiwała jego rodzina. Owe historie zostały opublikowane w zbiorze Mały pan Friedemann (Der kleine Herr Friedemann) w 1898 roku. Mann przedstawia w nich, w ambiwalentny sposób, sylwetki słabe zarówno fizycznie, jak i duchowo oraz demonstruje ich walkę z moralnymi i społecznymi ograniczeniami burżuazji. Podobna tematyka pojawia się także w Buddenbrookach oraz w późniejszych pracach autora.
Eksploracja dekadencji w powieści może być przypisywana inspiracji Manna Arthurem Schopenhauerem w czasach jego młodości. Trzy generacje rodziny opisane w książce doświadczają pogarszającego się stanu ekonomicznego, duchowego i fizycznego, stając się z wolna niedostępnymi dla wszystkich członków rodziny (sens. Osoby, które poświęcają swoje życie rodzinnej firmie, spotyka ten sam smutny los co tych, którzy nie są zainteresowani pracą na jej rzecz).
Miasto, gdzie żyje rodzina Buddenbrooków, choć ani razu nie pada w powieści jego nazwa, jest niemal perfekcyjnym odwzorowaniem Lubeki, miejsce urodzenia autora, dzięki wielu detalom, jak choćby nazwom ulic. Mimo to wielu niemieckich czytelników i krytyków oskarżało Manna, iż ten przedstawił zarówno Lubekę, jak i jego własną rodzinę w niekorzystnym świetle. Los Buddenbrooków nie jest bezpośrednim portretem rodziny autora ani ogólnie XIX-wiecznej niemieckiej burżuazji, ani nawet „arystokracji pieniądza”, choć sam handel jest centralnym tematem utworu.
Czas akcji książki to lata 1835–1877, jeden z najbardziej dramatycznych okresów niemieckiej historii, gdy rozgrywają się Wiosna Ludów, wojna prusko-austriacka, powstaje Związek Północnoniemiecki, a następnie Cesarstwo Niemieckie. Jednak wspomniane wydarzenia grają w utworze jedynie marginalną rolę i stąd nie określa się Buddenbrooków jako powieści historycznej.

## Główne tematy
Jednym z najbardziej znanych aspektów prozy Thomasa Manna jest użycie motywów przewodnich, podobnie jak w podziwianych przez niego operach Richarda Wagnera. W przypadku Buddenbrooków znajduje to odzwierciedlenie w użyciu kolorów – niebieskiego i żółtego. Każdy taki opis to aluzja do różnych stanów zdrowia, osobowości, czy nawet przeznaczenia bohaterów. Psujące się zęby to także symbol upadku i dekadencji, gdyż sugerują one spożywanie potraw powodujących się ich psucie.
W dziele ukazanych jest wiele aspektów osobowości Thomasa Manna, przede wszystkim w postaciach dwóch reprezentantów trzeciego i czwartego pokolenia fikcyjnej rodziny: Thomasa Buddenbrooka oraz jego syna Hanno. Nieprzypadkowo autor dzieli imię z jednym z bohaterów. Thomas Buddenbrook czyta rozdział z książki Świat jako wola i przedstawienie Schopenhauera, a Hanno ucieka od życiowych zmartwień do świata muzyki, szczególnie do wagnerowskiej opery Tristan i Izolda (sam Wagner był z pochodzenia mieszczaninem, który zdecydował się poświęcić sztuce). W tym kontekście obaj Buddenbrookowie symbolizują konflikt z życia autora: uchylanie się od produktywnej mieszczańskiej egzystencji, by podążać ścieżką artystyczną, jednak bez odwracania się od burżuazyjnej etyki. Także muzyka gra w książce ważną rolę: Hanno Buddenbrook, podobnie jak jego matka, ma skłonności artystyczne i muzyczne, a nie naturę handlowca, jak jego ojciec.

## Znaczenie
Thomas Mann nie zamierzał napisać epickiego utworu skierowanego przeciw ówczesnej społeczności arystokratów i ich przekonaniom. Był on nawet pozytywnie nastawiony zarówno do moralności tej warstwy, jak i do etyki protestanckiej. Nawet gdy je okazjonalnie krytykuje, robi to z dużą dozą ironii i dystansu. Kiedy Max Weber opublikował Etykę protestancką i duch kapitalizmu, Thomas Mann dostrzegł związek tej książki z jego powieścią, podobnie jak w przypadku Religion and the Rise of Capitalism (1926) R.H. Tawneya.
Przed rozpoczęciem pracy nad książką Mann przeprowadzał różne badania, by opisać z dużą dokładnością życie codzienne w XIX-wiecznej Lubece, nawet przyziemne aspekty życia bohaterów powieści. Zwłaszcza jego kuzyn Marty dostarczał mu dużo informacji o ekonomii Lubeki, cenach zboża i finansowym upadku miasta. Sam autor przeprowadzał liczne analizy dotyczące ówczesnej sytuacji ekonomicznej i opisał ją w książce z dużą dokładnością.
Badania takie Mann przeprowadzał również przy pisaniu innych swoich książek. Niektóre postaci w powieści mówią przykładowo dialektem dolnoniemieckim, używanym na północy kraju.
Wszystkie zdarzenia z życia bohaterów są widziane oczami narratora i członków rodziny w relacji do interesów handlowych, zwłaszcza poczucia obowiązku i przeznaczenia, towarzyszących także aspektom ekonomicznym. Przez narodziny, małżeństwa i śmierć przedsiębiorstwo rodzinne staje się niemal religią, zwłaszcza dla takich postaci jak Thomas czy jego siostra Tony. Przedstawienie głównej kobiecej postaci w książce nosi duże podobieństwo do twórczości wielkich XIX-wiecznych realistów (Gustave Flaubert z utworem Pani Bovary czy Tołstoj z Anną Kareniną), choć wizja Manna jest bardziej ironiczna i z mniejszą dozą tragiki.
Choć wpływ Buddenbrooków na późniejsze prace XX wieku może wydawać się nie tak duży, jak to miało miejsce w przypadku innych powieści Manna, łatwo natrafić na inne opinie. Jeden z najważniejszych pisarzy owego okresu, William Faulkner, powiedział o tym dziele Manna, że jest ono dla niego najlepszą powieścią stulecia, przechowując przy tym wydanie Buddenbrooków w swojej domowej bibliotece wraz z podpisem autora.

## Styl

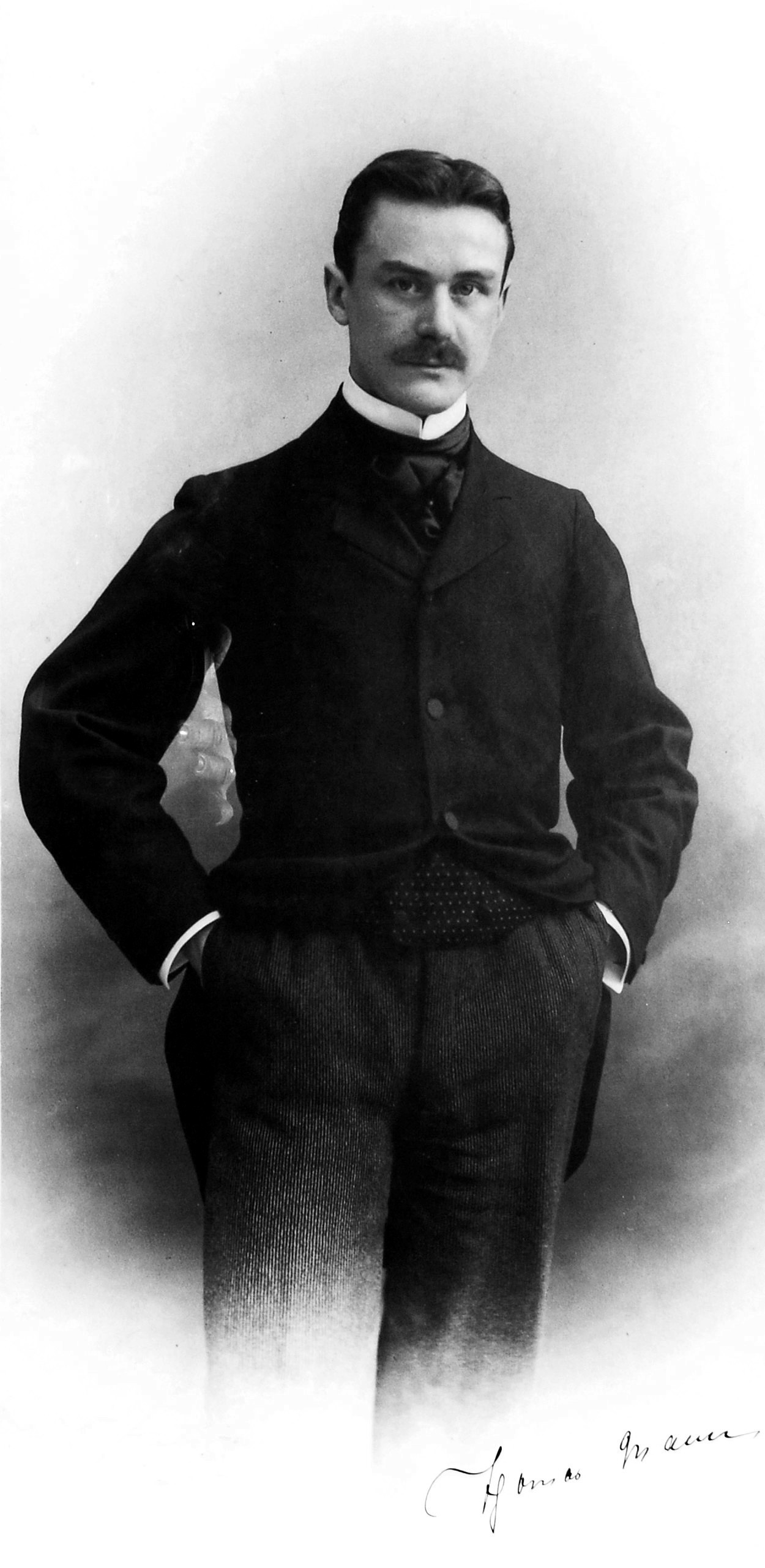
Thomas Mann około roku 1900

### Technika montażu
Thomas Mann widział siebie jako pisarza naturalistycznego. Dzięki charakterystycznej dla siebie technice montażu wkomponował on w powieść dodatkowy materiał, jak choćby perypetie prawdziwych osób, zdarzenia z ówczesnej historii czy dokumenty oraz artykuły z leksykonów. Dzięki temu zabiegowi tekst literacki zyskał na autentyczności. Wielu mieszkańców Lubeki, a także krewnych Thomasa Manna było w stanie rozpoznać siebie w książce.

### Motywy przewodnie
Gra motywami przewodnimi jest typowa dla twórczości autora. Figurom z powieści są przypisywane choćby charakterystyczne przymiotniki lub powracające gesty. Owa technika pomaga czytelnikowi w przypominaniu sobie wydarzeń z dzieła. Także symbolicznie zasugerowane formy słowne są w stanie wywołać podobny efekt, pod warunkiem, że zna się już dobrze technikę autora.
Inną funkcją motywów jest także zasygnalizowanie atmosfery przeszłości. Dzięki temu wyjaśniane są różne związki i wytwarzany jest system odniesień w powieści. I tak Tony Buddenbrook – mówiąc przy końcu książki o miodzie jako „produkcie natury” – wspomina przy tym także swoją niespełnioną miłość z lat młodości – Mortena Schwarzkopfa, studenta medycyny. Formuła ta powtarza się w wielu innych wypowiedziach bohaterki. Owo powtórzenie wspomnienia świadczy o tym, że nie zapomniała ona o Mortenie. W tym czasie Tony była już dwukrotnie rozwiedziona po nieudanych małżeństwach.
Motywy, cytaty, symboliczne formy czy słowne i długo ciągnące się odniesienia do przeszłości były środkami epickimi działającymi według mojego odczucia w sposób oczarowujący. Szybko przyznałem, że nic na świecie nie stymulowało tak mojej pracy twórczej jak dzieła Wagnera (…). Naprawdę nietrudno jest odczuć powiew ducha Pierścienia Nibelunga w tym epickim ciągu generacji, przepełnionym przeplatającymi się motywami przewodnimi.

### Ironia
Sukces literacki Thomas Mann zawdzięcza, oprócz swojego kunsztu językowego, także ironii. Łączy się ona z obiektywizmem, gdyż pokazuje drugą stronę stanu rzeczy. Owa dwuznaczność jest charakterystycznym środkiem stylistycznym w całej twórczości autora.
Szczególnie przy powtórnej lekturze książki ironia staje się wyraźniejsza. Na przykład Sesemi Weichbrodt, przełożona pensjonatu dla młodych dziewcząt, często mawia do swoich wychowanek: „Bądź szczęśliwa, dobre dziecko”, po czym całuje je w czoło. Ironia tkwi w tym, że adresatki pocałunku są zwykle nieszczęśliwe.

## Symbole i motywy

### Upadek

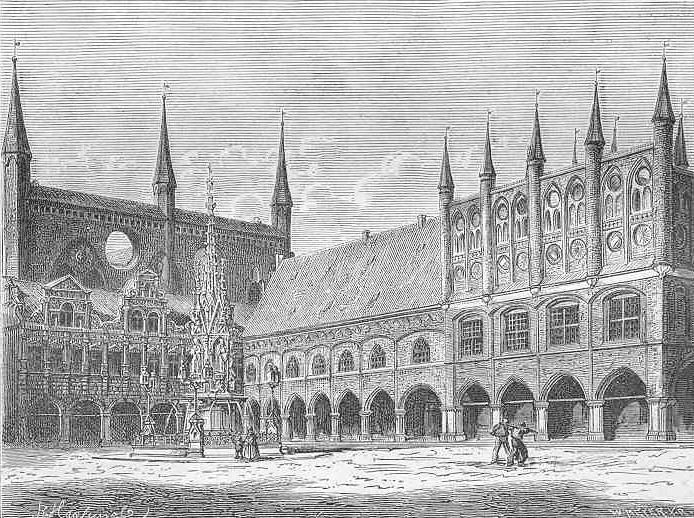
Lubeka, rok 1880

Motywy powieści są zasygnalizowane w podtytule: Dzieje upadku rodziny. Z pokolenia na pokolenie zanikają takie wartości jak energia, duch przedsiębiorczości i zdrowie. Ekonomiczne niepowodzenie przedsiębiorstwa Buddenbrooków poprzedza utrata witalności oraz naiwnej pewności siebie członków rodziny. Coraz większa tendencja do uduchowiania niszczy mentalność kupiecką. Na samym końcu upadku stoją zarówno Christian, który zostaje zabrany do zakładu psychiatrycznego, jak i Hanno, który był najbardziej wrażliwy na muzykę. Jest on całkowicie niezdolny do późniejszego przejęcia firmy ojca i umiera przed swoimi 16. urodzinami – podczas gdy jego pradziadek Johann żył lat 77, jego dziadek Jean 55, a ojciec Thomas 49.
Według Thomasa Manna przydatność życiowa i duchowo–umysłowa wrażliwość wzajemnie się wykluczają. Takie założenie jest zgodne z literackim prądem kończącego się XIX wieku, dla którego Nietzsche wprowadził pojęcie dekadentyzmu.

### Przedsiębiorstwo, dom, rodzina
Jedność i poniekąd synonimiczność rodziny i przedsiębiorstwa jest zespolona z jednością domu. Dopiero Thomas Buddenbrook zrywa z ową paradygmatyczną tradycją ekonomicznego fundamentu i kulturowej nadbudowy. Jednak posiadłość przy Mengstraße, którą czytelnik poznaje już w pierwszym rozdziale, pozostaje centrum rodzinnym, ponieważ owdowiała matka Thomasa Buddenbrooka nadal ją zamieszkuje i są tam dalej organizowane spotkania.
Ideowe znaczenie domu dla członków rodziny Buddenbrooków imituje status dynastycznych miejsc przeznaczonych na stałe szlachcie, tak jak ciągłe przypominanie sobie o przodkach ma zastąpić szlacheckie drzewo genealogiczne. W tym kontekście należy wspomnieć, że akcja utworu to środek XIX wieku, czyli czasy jeszcze przed utworzeniem Cesarstwa Niemieckiego przez Bismarcka.
Istnieje również ścisły związek między wielkością mieszkania szefa firmy a jej handlowym sukcesem. Szybki wzrost znaczenia Buddenbrooków prowadzi do przeprowadzki do większej posiadłości przy Mengstraße na początku powieści. Później rodzina – mimo że jest w stanie utrzymać dom – nie powiększa już majątku. Przejściowa zmiana miejsca zamieszkania przez młodego Thomasa Buddenbrooka idzie w parze z finansowym sukcesem. Jednak kolejna przeprowadzka do wspaniałej wilii znacząco przyśpiesza upadek.

### Tradycja kupiecka

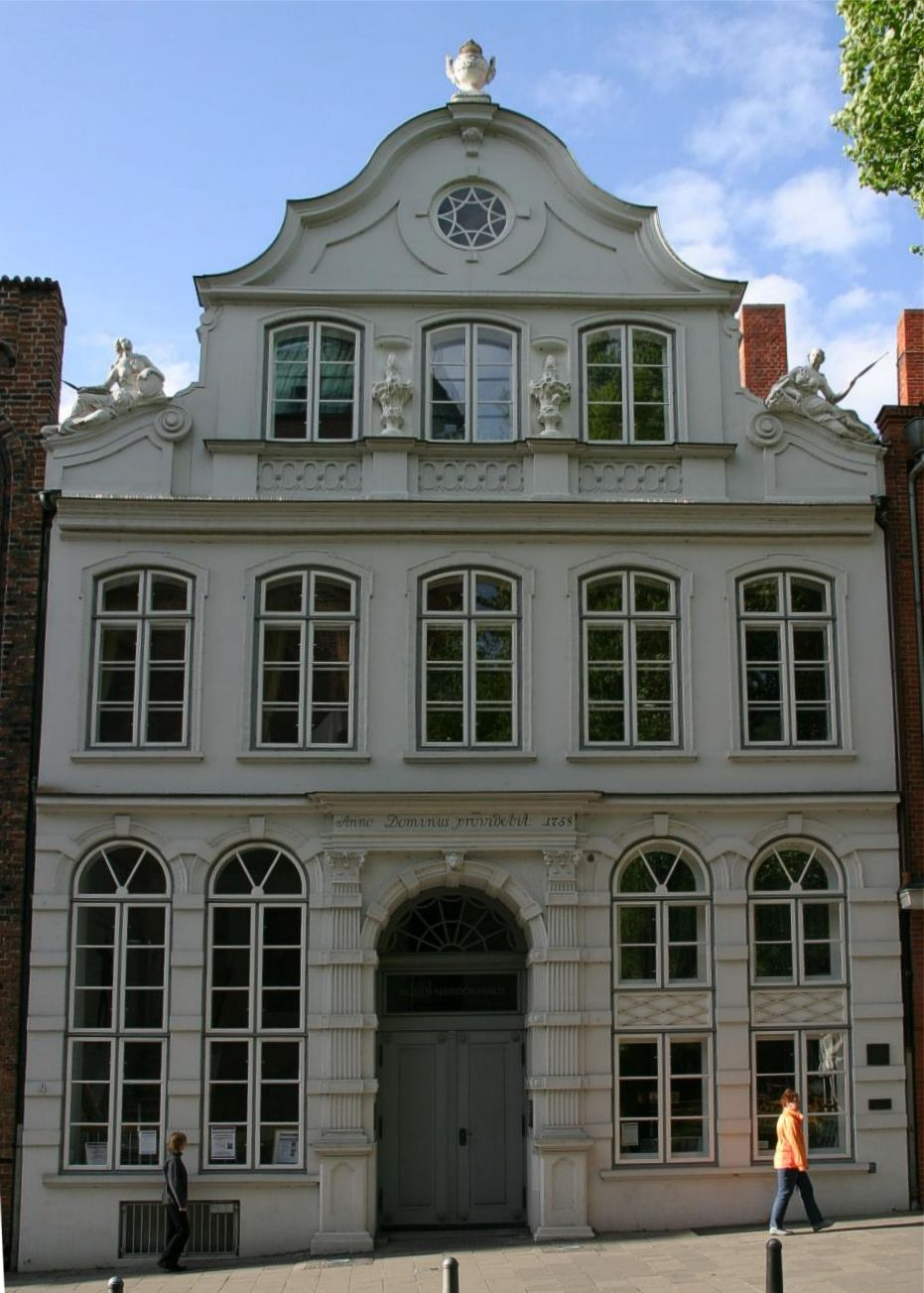
Dom Buddenbrooków – Lubeka

Synu móy, pilnuy za dnia twych interesów, bacz atoli, byś się takich nie imał, które by ci nocą sen mąciły. Ta maksyma i ostrzeżenie zarazem jest wpisana w kronikę rodzinną. Jako autor podawany jest pradziadek Jean, który zapoczątkował handel zbożem. Jest on postacią, która żyła przed wydarzeniami ramowymi powieści i pojawia się we wspomnieniach innych. Jego potomkowie Johann Buddenbrook i Jean Buddenbrook trzymają się owej zasady i nie angażują się w ryzykowne interesy. Thomas, spekulując na rynku, podejmuje ryzyko jako pierwszy i w końcu ponosi klęskę.

### Życie
Jest to temat przewodni Tony Buddenbrook. Jej stwierdzenie, iż zna ona życie, zostaje ostatecznie zanegowane przez nią samą po dwóch nieudanych małżeństwach oraz po jej nietrafionych handlowych radach odnośnie do spekulacyjnego zakupu zboża, które mają katastrofalne skutki dla firmy.
Wypowiadane przez Tony słowo „życie” jest ironicznym odniesieniem młodego Thomasa Manna do jednego z centralnych pojęć Nietzschego, którym ten się zajmuje w esejach.

### Muzyka
Poza Gerdą i Hanno wszyscy członkowie rodziny Buddenbrooków są niemuzykalni. Tylko starszy Johann Buddenbrook pogrywał czasami na flecie. Muzyka oraz aktywne życie są przedstawione jako przeciwieństwa. Muzyce jest przypisywana niemoralność, szczególnie w odniesieniu do twórczości Wagnera. Organista katedralny Pfühl, który uczy Hanno gry na fortepianie, w pełni pochłonięty Bachem i Beethovenem początkowo zdecydowanie się opiera prośbom Gerdy, aby razem z nią zagrać muzykę z oper Richarda Wagnera:
Nie będę tego grał, łaskawa pani, jestem jej najniższym sługą, ale tego nie będę grał! To nie jest muzyka... proszę mi wierzyć... zawsze miałem przekonanie, że znam się trochę na muzyce! To jest chaos! To jest demagogia, bluźnierstwo i szaleństwo! To jest uperfumowana, błyszcząca blaga! Zanik wszelkiej moralności w sztuce! Nie będę tego grał!
Później jednak ulega on urokowi dzieł Wagnera, „życiu i snuciu się motywów przewodnich”.
Hanno Buddenbrook doświadcza najpierw muzyki swojej matki i zaczyna komponować w wieku 8 lat.

### Kolory: Niebieski i żółty

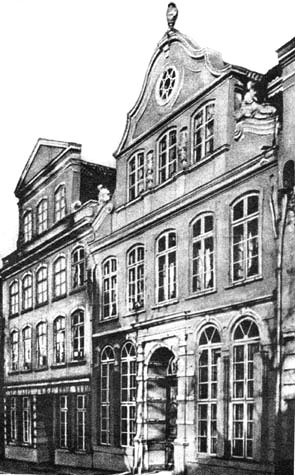
Najstarsze znane zdjęcie domu rodziny Buddenbrooków w Lubece z 1870 roku

Przez całą powieść przewija się konsekwentnie wspomnienie kolorów niebieskiego i żółtego, które są nie tylko odzwierciedlone w dokładnych opisach osób i scen, ale także powtarzane w przewodnich intencjach autora. Dlatego odgrywają one ważną rolę w książce, będąc w związku z jednym głównych problemów dzieła, czyli upadkiem rodziny Buddenbrooków oraz społecznym przegrupowaniem jako takim.
Męska linia nowo narodzonych członków rodziny Buddenbrooków jest łączona z kolorem niebieskim, także jeśli chodzi o ich rozwój. Wraz z upadkiem rodziny zastosowanie koloru niebieskiego jako motywu przewodniego ma związek z aspektem polepszenia, szczególnie w przypadku Thomasa, Gerdy i Hanno. Organy „kojarzące się ze sztuką”, jak również oczy, ręce czy skronie są opisywane jako niebieskawe. Poza linią nowo narodzonych kolor niebieski staje się symbolem porażki i negatywnych wpływów na rodzinę Buddenbrooków, występując także u innych osób oraz w odniesieniu do natury.
W przeciwieństwie do koloru niebieskiego, żółty wskazuje na tradycję, nadzieję oraz rozkwit. Występuje on w bezpośrednim odniesieniu do Buddenbrooków (wystrój ich domu i ogrodu), ale także poza rodziną (przykładowo w związku z „prostym ludem”, ambitnym mieszczaństwem czy ich domami). W kontekście pozarodzinnym żółty to także solidarność oraz stałość.
Jednak żółty może być także, jako motyw przewodni, rozumiany negatywnie, choć w przeciwieństwie do niebieskiego, nie jest związany z kategoriami sztuki. Występuje on w tle wyposażenia pokoju widokowego, także dość wyraźnie są zaakcentowane żółtawe zachody słońca. W owym pomieszczeniu zbiera się cała rodzina Buddenbrooków na początku powieści. W chwili śmierci Lebrechta Krögera, jego twarz jest żółta i pokryta obwisłymi bruzdami. Podobnie opisywani są także pod koniec ich życia konsul i konsulowa. Nowo narodzona Klara (która umiera młodo na gruźlicę) ma żółte, pomarszczone palce. Okoliczności romansu między Tony Buddenbrook a Mortenem Schwarzkopfem także są symbolicznie przypisane do koloru żółtego. Taki kolor ma też latarnia, gliniane zbocze, trawa wokół jeziora i meduzy. Cytowane są też złotożółte baczki Grünlicha. Światło w pokoju Hanno w Travemünde jest żółtawe i śpi on w łóżku zrobionym z drewna o żółtym odcieniu. Idąc tym tropem kolor ten więc przywołuje skojarzenia z porażką i zepsuciem.

## Filmy na podstawie powieści
- 1923: Buddenbrooks – film niemy, reż. Gerhard Lamprecht(inne języki)
- 1959: Buddenbrooks, reż Alfred Weidenmann(inne języki), występują: Liselotte Pulver(inne języki), Nadja Tiller(inne języki), Hansjörg Felmy(inne języki), Hanns Lothar(inne języki), Robert Graf(inne języki), Rudolf Platte(inne języki), Lil Dagover, Günther Lüders(inne języki), Gustav Knuth(inne języki), Helga Feddersen(inne języki) i Werner Hinz(inne języki)
- 1971: I Buddenbrook włoski miniserial, reż. Edmo Fenoglio(inne języki), występują: Nando Gazzolo(inne języki), Glauco Mauri(inne języki), Valentina Cortese, Mariella Furgiuele, Paolo Stoppa, Maria Monti, Gianni Musy(inne języki), Ugo Cardea(inne języki)
- 1979: wersja telewizyjna, reż: Franz Peter Wirth, występują: Carl Raddatz, Volkert Kraeft(inne języki), Michael Degen, Reinhild Solf(inne języki), Marion Kracht(inne języki), Ursula Dirichs(inne języki), Ruth Leuwerik(inne języki) i Martin Benrath(inne języki),
- 2008: Buddenbrooks, reż. Heinrich Breloer(inne języki), występują: Armin Mueller-Stahl (Konsul), Iris Berben (Konsulowa), Jessica Schwarz (Tony), Mark Waschke(inne języki) (Thomas) i August Diehl (Christian)